# بچه دره
بچه دره، روستایی از توابع بخش جرگلان شهرستان راز و جرگلان در استان خراسان شمالی ایران است.

## جمعیت
این روستا در دهستان حصارچه قرار دارد و براساس سرشماری مرکز آمار ایران در سال ۱۳۸۵، جمعیت آن ۱٬۶۲۱ نفر (۴۲۳خانوار) بوده‌است.